# Gualfredo
Gualfredo  è un nome proprio di persona italiano maschile.

## Varianti
- Maschili: Gualfredi[4], Valfredo[1][2][3][4], Valfrido[1][2], Walfredo[2], Walfrido[2], Gualfardo[2]
  - Ipocoristici: Valfrè[1][2]
- Femminili: Gualfreda[1], Valfreda[1][2], Valfrida[1][2]

### Varianti in altre lingue
- Germanico: Walahfrid[5], Walahfred[5], Walafrid[5], Walfrid[5], Walfrid[5], Walfred[5], Gualfrid[5]
- Latino medievale: Walfredus[2], Gualfredus[2][4], Valfridus[4]
- Tedesco: Walfried[1]

## Origine e diffusione
Deriva dal nome germanico Walahfrid, tipicamente francone ma forse usato già dai Longobardi; etimologicamente, è composto da due elementi, wald ("capo", "essere potente", "comandare") oppure wal ("campo di battaglia") o anche walha ("di origine non germanica", "straniero", "viaggiatore") e frid (o frithu, "amicizia", "pace"), e il significato complessivo può essere interpretato come "potente nella pace" o "che assicura l'amicizia tra i popoli".
Il nome gode di scarsa diffusione, ed è attestato soprattutto nel Nord e nel Centro Italia, specie in Toscana. La forma "Gualfredo", più antica e più frequente in Toscana, è giunta in Italia per adattato foneticamente dal tedesco Walfried, mentre le forme in V- e W-, influenzate dal francese o dal provenzale, sono più recenti e attestati soprattutto al Nord; la forma "Gualfardo", infine, originatasi per metatesi di frith in ferth e per incrocio con le terminazioni in -ardo, è sostenuta dal culto locale di un santo così chiamato.

## Onomastico
L'onomastico si può festeggiare il 15 febbraio in memoria di san Valfredo (o Gualfredo o Wilfrido), abate in Val di Cornia, oppure il 30 aprile (o 1º maggio, o 11 maggio, o 27 ottobre), san Gualfardo, sellaio di Augusta che visse come eremita e poi monaco camaldolese presso Verona.

## Persone
- Gualfredo, vescovo di Grosseto

### Varianti
- Gualfardo di Verona, monaco tedesco
- Valfredo della Gherardesca, monaco longobardo
- Walfrido Mola, schermidore cubano